# Нова Кярьга
Нова Кярьга́ (мокш. Од Кярьга, ерз. Од Кярьга) — мокшанський присілок у складі Атюр'євського району Мордовії, Росія. Входить до складу Новочадовського сільського поселення.

## Демографія
Населення — 118 осіб (2010).
| 2002  | 2010  |
| ----- | ----- |
| → 153 | ↘ 118 |

Національний склад станом на 2002 рік:
- мокша — 100 %[3]